# Ruhr-vidék

A Ruhr-vidék helyzete Németországon belül

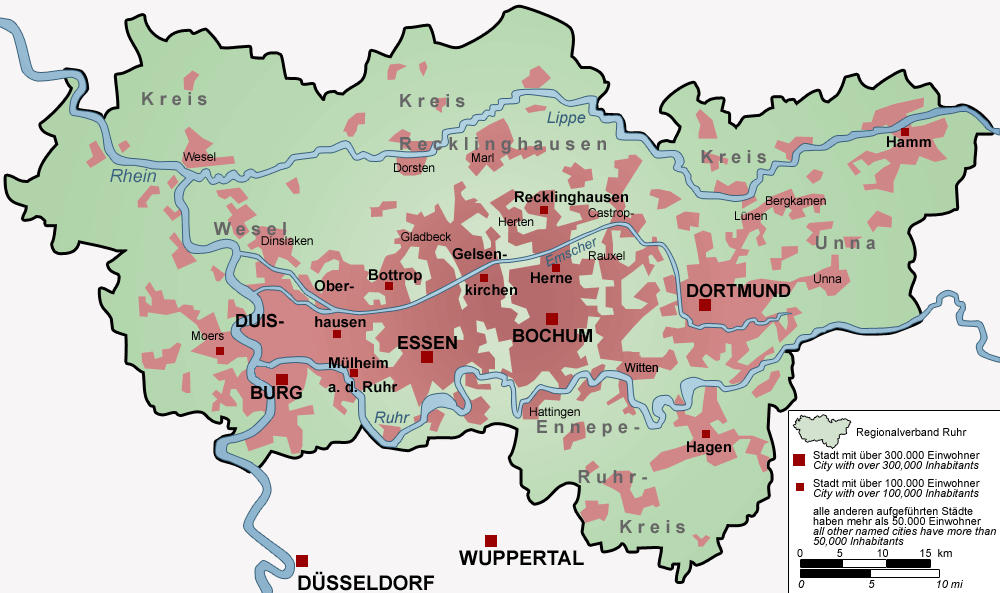
A Ruhr-vidék településstruktúrájának térképe

A Ruhr-vidék (németül: Ruhrgebiet) Németország legnagyobb összefüggő városrégiója, ahol több mint 5 millió lakos él 4435 km²-en. Ez területre alig nagyobb, mint Tolna vármegye. A Ruhr része a Rajna-Ruhr városrégiónak, amely több mint 10 millió lakost tömörít 10 000 km²-en. Ezzel a vidék Moszkva, London és Párizs után Európa legnagyobb városi körzete.
A terület Észak-Rajna-Vesztfália tartományban található, a legnagyobb városai Duisburg, Oberhausen, Bottrop, Mülheim an der Ruhr, Essen, Gelsenkirchen, Bochum, Herne, Hagen, Dortmund és Hamm.
A terület különösen ama szempontból volt értékes a 19. századtól kezdve, amikor is megkezdődött a nagyüzemi szénkitermelés a területen. Itt rendkívül jó minőségű, a földfelszínhez közel lévő és nagy mennyiségű feketekőszén található, amelyet nagy részben már kibányásztak. Emiatt stratégiai fontosságúvá vált a terület, egyúttal a német iparfejlődés kezdeti szakaszában óriási
előnyt biztosított.

## Földrajza
A Ruhr-vidék nem természeti táj, hanem történelmi. A terület a Rajnai-palahegység, az Alsórajnai-síkság és a Vesztfáliai-alföld találkozásánál fekszik. Névadója a Ruhr folyó, ami keresztülhalad a területen és beletorkollik a Rajnába.
A Regionalverband Ruhr nevű egyesület felmérései alapján a vidék 37,6%-a beépített, 40,7%-a mezőgazdasági terület, míg 17,6%-a erdőség.

## Történelme
A Ruhr-vidék az ipari forradalom idején kezdett jelentősen fejlődni. Az iparosítás előtt a 19. század elején a régió Vesztfália egyik mezőgazdasági területe volt. A löszös termőtalajnak köszönhetően a terület már ekkor Nyugat-Németország egyik leggazdagabb területe volt.
A középkorban a Ruhr-vidék helyén Berg megye, Mark megye és a Clèves-i (Klevei) Hercegség létezett, de a vidéken volt a münsteri püspökség és a Kölni Érsekség is. A Hellwegnek nevezett fontos kereskedelmi út mentén létesült Dortmund és Duisburg városa is. Mindkét város tagja volt a Hanza-szövetségnek, Dortmund pedig szabad császári város rangot viselt.
Az iparosodás kezdetével alakult meg a Ruhr-vidék számos vasgyárával. A vasgyárak zömével a mai Oberhausen város határán jöttek létre, majd megnyíltak az első feketekőszén bányák is Mülheim városánál. A gazdag kőszénlelőhelyek a vas- és az acélgyártás miatt a térség hatalmas fejlődésnek indult. 1850-re már 300 szénbánya működött a térségben. A bőséges szénlelőhelyek miatt a vas- és az acélgyártás hatalmas mértéket öltött, mivel a feketekőszénből előállított koksz volt a fűtőanyaga a térség vas- és acélgyárainak.
Mivel a bányáknak és a gyáraknak sok munkaerőre volt szüksége, Németország minden tájáról nagy számban érkeztek a munkások. Ennek köszönhetően a térség falvai nagy bányászkolóniákká, -városokká nőtték ki magukat. A Ruhr-vidék Európa legnagyobb ipari körzetévé vált.

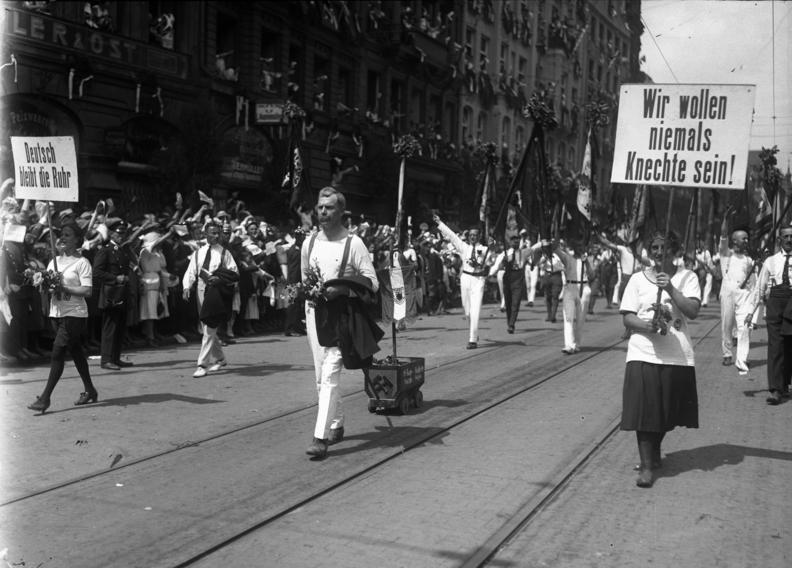
Tüntetés Münchenben a Ruhr-vidéket megszálló erők ellen 1923-ban

1921 márciusában a francia és belga csapatok elfoglalták Duisburgot, majd később az egész Ruhr-vidéket, amely az első világháborút lezáró versailles-i békeszerződés értelmében demilitarizált Rajna-övezetben feküdt. A német kormány passzív ellenállással válaszolt, tehát a térségben élő bányászokat és más munkásokat kötelezték arra, hogy semmi esetre se engedelmeskedjenek a megszálló erőknek. Ily módon a termelés teljesen leállt a Ruhr-vidéken. Többek között ez is hozzájárult a hatalmas német inflációhoz is. Az ellenállás 1923-ban vette kezdetét és 1925-ben sikeresen végződött: a francia és belga csapatokat kivonták a térségből, mely újra demilitarizált övezet lett, míg a németek 1936 márciusában be nem vonultak a vidékre, megszegve ezzel a versailles-i és a locarnói békét.
A második világháború alatt, 1940 és 1945 között a vidéket számos bombatámadás érte, melynek során üzemeinek a 30%-a megsemmisült. A legnagyobb veszteségeket 1944 végén szenvedte el a vidék, mikor stratégiai bombázás indult Dortmund ellen. 1945-ben a szövetségesek nyomultak be a vidékre, legyőzve a Wehrmacht csapatait.
A világháború után a német gazdasági fejlődés során megszüntették a lőszergyárakat és korlátozták a hadiipar más részeit is. A francia Monnet-terv alapján a Ruhr-vidék nemzetközi ellenőrzés alá került volna, de a későbbi Ruhri egyezmény értelmében a Német Szövetségi Köztársaság engedélyt kapott a vidék igénybe vételére. Viszont a közeli Saar-vidék, ami szintén igen fontos szénlelőhely volt, teljesen francia védnökség alá került 1947-ben, majd 10 év után került csak vissza az NSZK-hoz. A Ruhr-vidékkel kapcsolatban is hasonló probléma merült fel, mivel a szövetségesek nem akarták Németország megerősödését. Végül a vidéket meghagyták Németországnak, de korlátozták a területen való termelést és számos gyárat leszereltek. 1951-re az acélgyártást 6,7 millió tonnára csökkentették és összesen 706 gyárat szereltek le.
1958 után a feketekőszén fogyni kezdett a vidéken, ezért a terület hamar válságba került. A tradicionális nehézipar egy része megszűnt és helyettük korszerűbb iparágak telepedtek le. Napjainkra a régebbi nehézipari gyárak múzeumként szolgálnak, melyek egy részét az UNESCO világörökségnek nyilvánította. Mára az elektrotechnika vált a vezető iparággá a térségben, de a víz- és szélerőművek jelentősége is nő.

## Bevándorlás

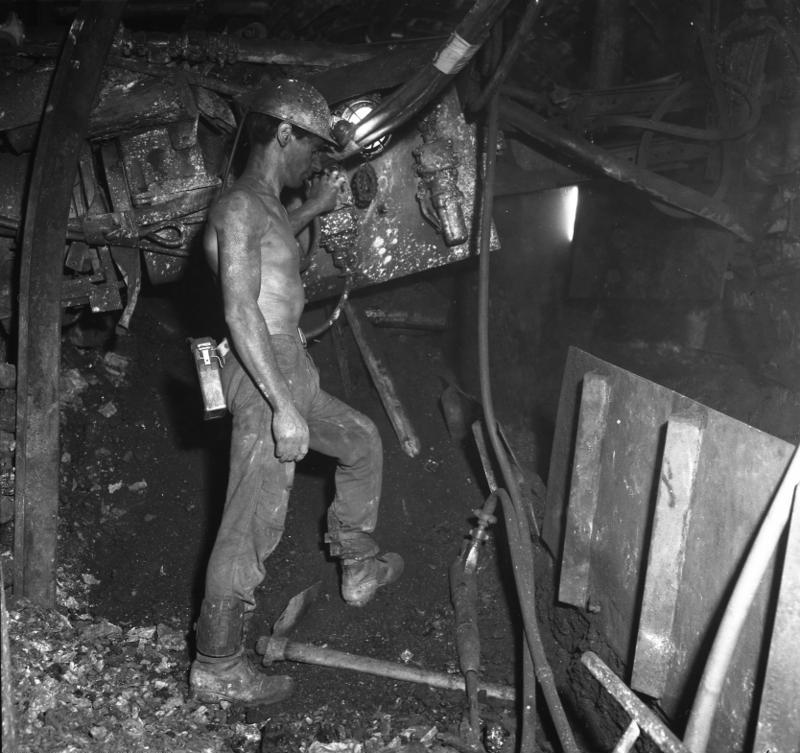
Olasz munkás Walsum bányájában

A 19. században több mint 500 000 lengyel, mazuri és sziléziai bevándorló érkezett főleg Kelet-Poroszországból és Sziléziából a jó munkalehetőségek miatt. 1925-re már 3,8 millióan laktak a Ruhr-vidéken. Ekkor kezdődött az ír, angol és francia emigránsok beáramlása a vidékre, de szinte Európa minden tájáról érkeztek dolgozni vágyó emberek. Ennek köszönhetően néhány év múlva már több mint 140 különféle nemzetiség képviselői voltak jelen a térségben, legnagyobb számban a lengyelek. Ezek az emberek mára már nem beszélik anyanyelvüket és németnek vallják magukat. Származásukra már csak a régi lengyel családneveik utalnak.
A lengyel lakosság a térségben, 1900-ban:
- Gelsenkirchen (kerület): 13,1%
- Bochum (kerület): 9,1%
- Dortmund (kerület): 7,3%
- Gelsenkirchen (város): 5,1%

A második világháború után főként Olaszországból, Jugoszláviából és Törökországból jöttek bevándorlók, de szinte egész Kelet-Európából érkeztek munkások.

## Fontosabb települései

### Bottrop

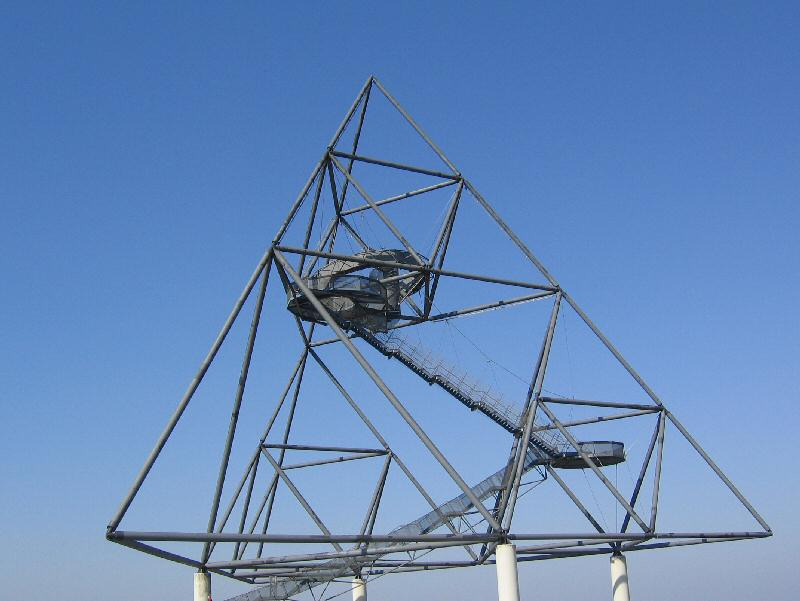
A bottropi tetraéder

A 119 000 lakosú Bottrop a szénbányák mellett textil- és mechanikai eszközök gyártásáról, valamint kémiai anyagok és kátrány előállításáról volt nevezetes. Bottrop napjainkban rendelkezik a világ leghosszabb elágazás nélküli autópálya-szakaszával, ezért sok nagy sebességű jármű tesztelése folyik a városban. Bottrop helyet ad híres Mercedes-Benz tuningoló cégének, a Brabusnak is. A város jelképének számító hatalmas tetraéder 1995 óta Bottrop határában helyezkedik el. A szénbányák törmelékeiből készült tetraéder hozzávetőlegesen 50 méter magas. A város másik nevezetessége Németország egyik legnagyobb vidámparkja, a Movie Park Germany. Bottrop szintén híres még a hatalmas fedett pályás sípályáról, az Alpincenterről. A városban található még a Quadrat nevű múzeum, ahol Josef Albers munkáit is megszemlélhetjük.

### Duisburg

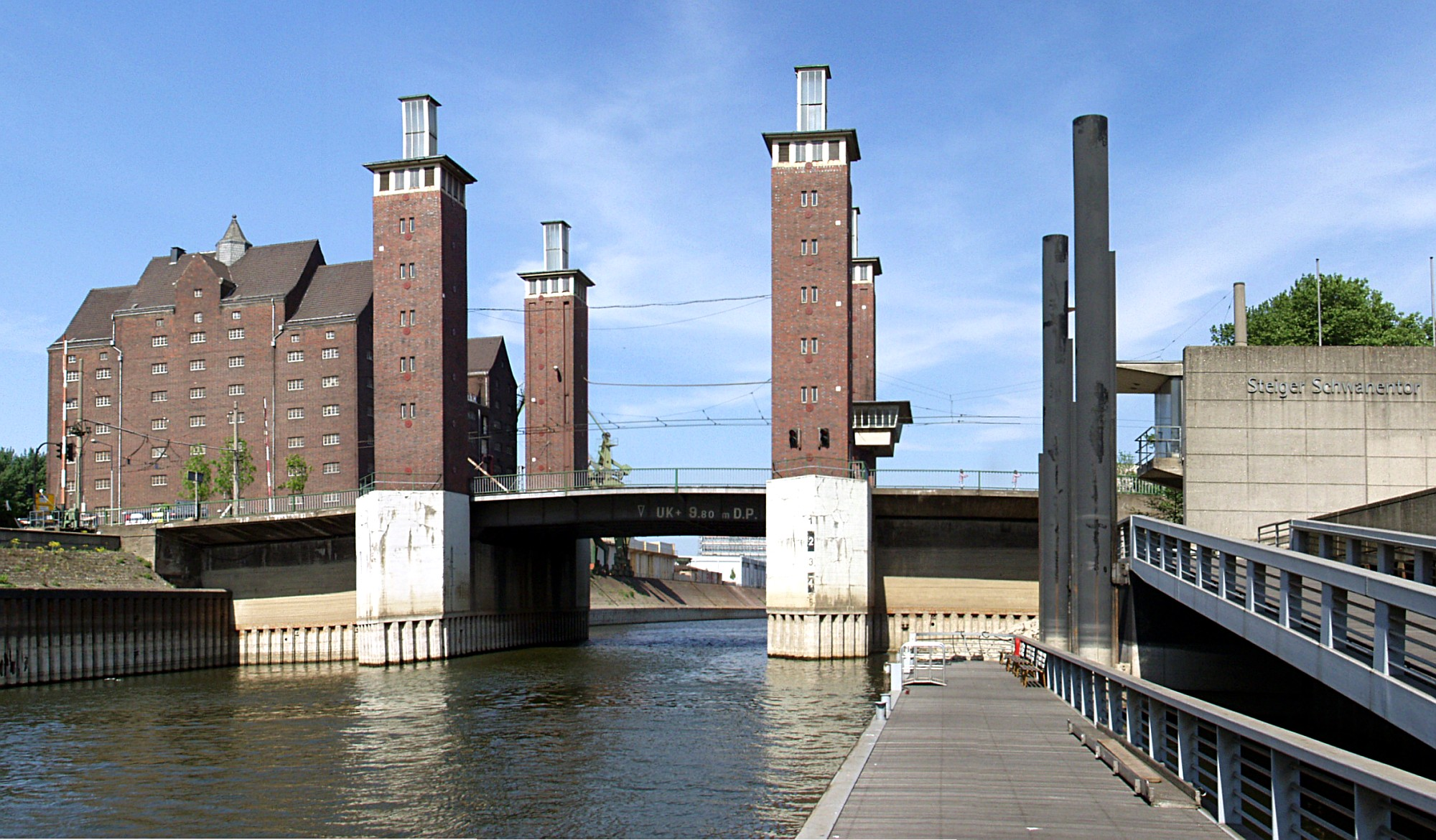
Az iparosodás korát idéző Schwanentor híd

Duisburg 495 668 lakosával Németország 12. legnagyobb városa.
A rómaiak idején is létező település az idők során fontos kereskedelmi központ, majd később a 19. és a 20. században az acélgyártás egyik központja volt. Kereskedelmi fontosságát máig megőrizte, ma a város a világ legnagyobb belföldi kikötőjével rendelkezik. A város fő éltetője régen a bőséges készlettel rendelkező szénbányák voltak, ám a készlet elapadása miatt a bányákat bezárták. Az utolsó bánya 2009 nyaráig működött. Mivel a város régóta fontos település, az idők során rengeteg építészeti stílus megfigyelhető Duisburgban. A város legrégebbi épülete a több mint 1100 éves Keresztelő János temploma, míg a város egyik legmodernebb épülete a futurisztikus látványt nyújtó Mikroelektronikai Központ.

### Dortmund

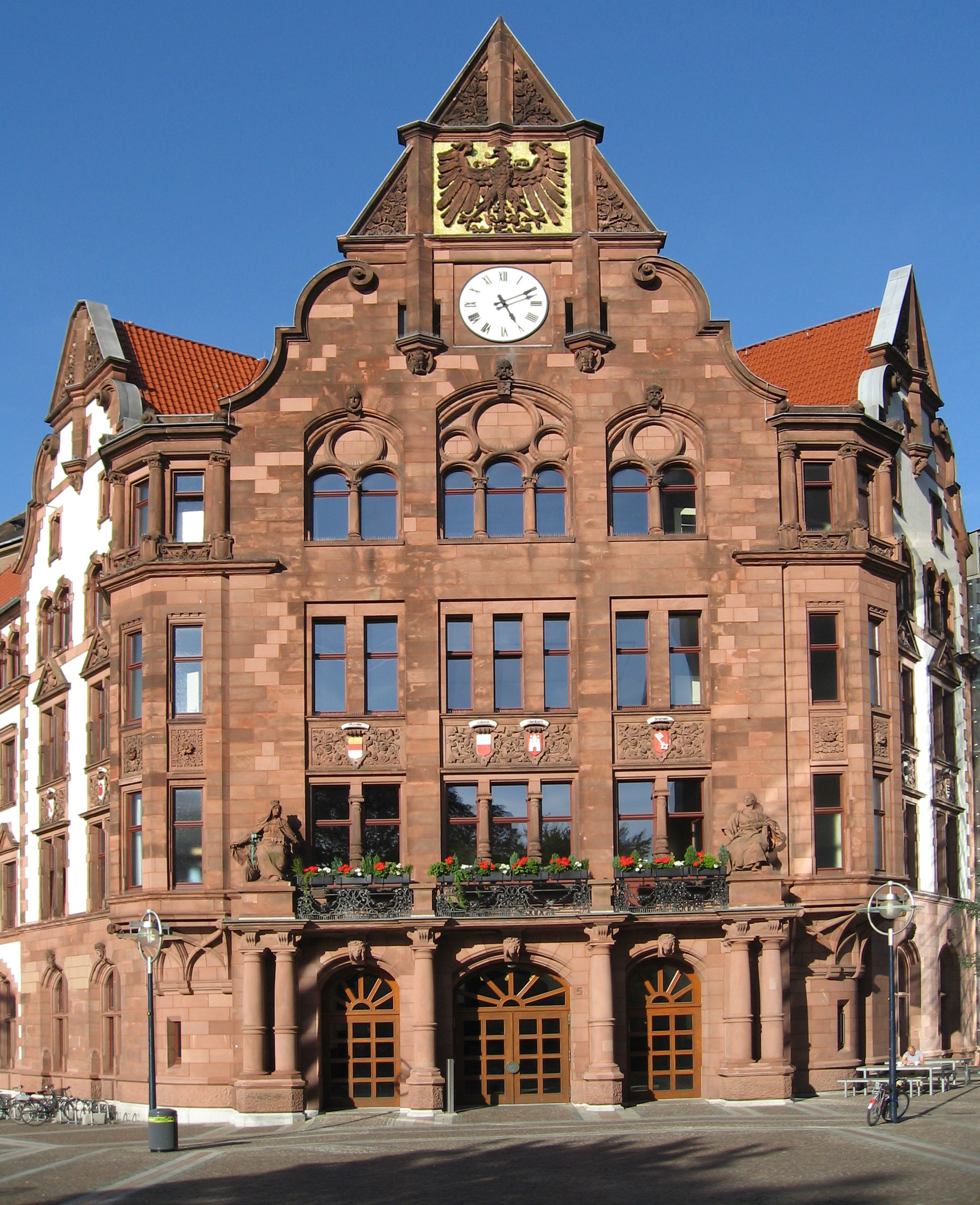
Dortmund régi városháza

A város lakossága 595 472 fő, ezzel Németország 7. legnagyobb városa. A néhai Hanza város, majd bányásztelepülés Európa legnagyobb, csatorna partján fekvő kikötővel rendelkezik. Dortmund beceneve a zöld metropolisz, mivel számos parkkal és ligettel rendelkezik. A leghíresebb közülük a Rombergpark. A városban hasonlóan a vidék többi városához számos középkori és modern épületet megfigyelhetünk. A 800-ban épült Reinoldikirche és az 1200-as Marienkirche templom mind a középkori építészet gyöngyszemei, míg a régi városháza az 1700-as évek építészetét dicséri. Egészen más képet nyújt viszont a modern felhőkarcolókkal rendelkező városközpont.

### Bochum

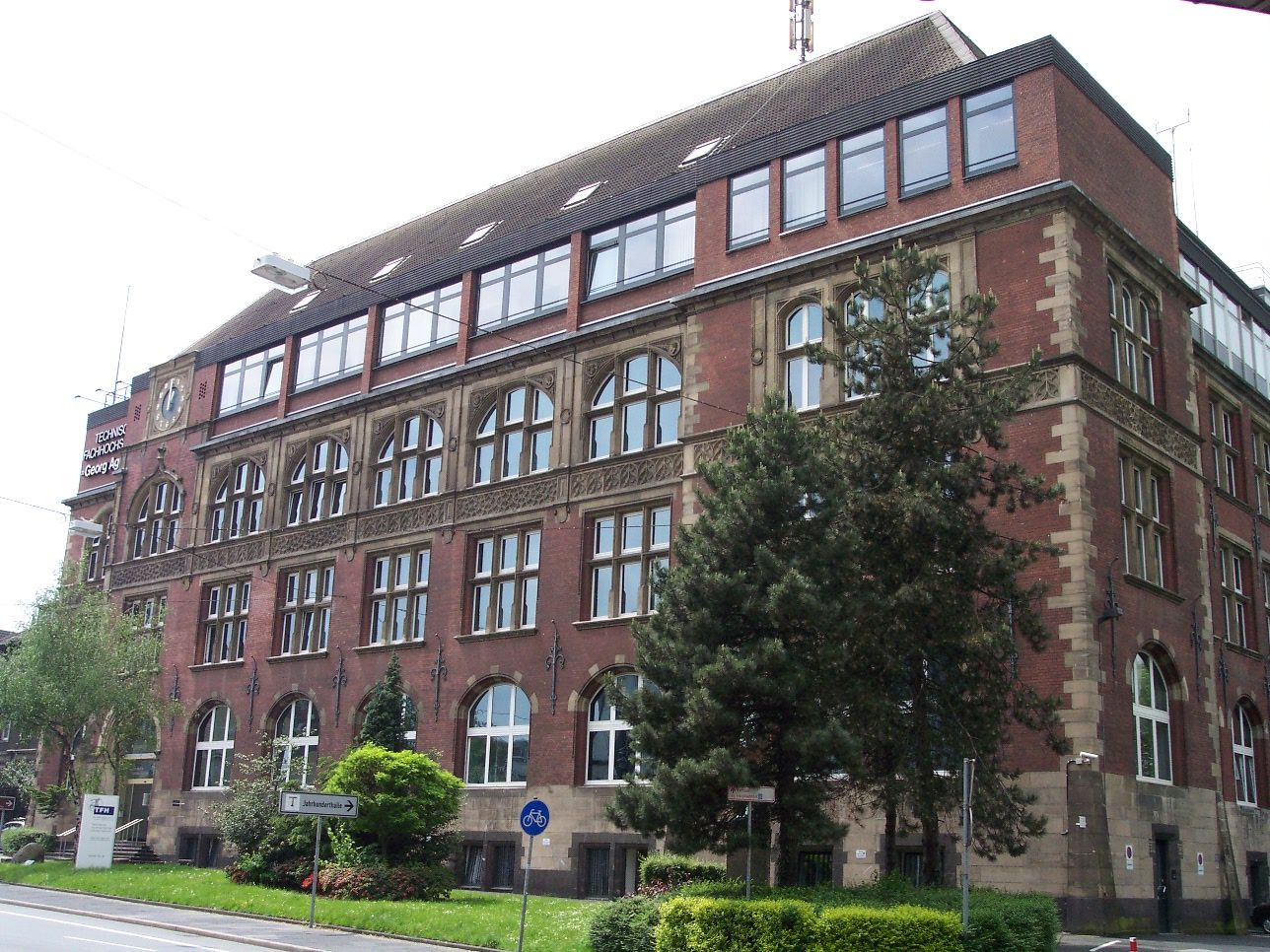
Bochum műszaki egyeteme

Bochum 380 000 lakosával Németország 20. legnagyobb városa. Bochum híres egyetemi város, hiszen kilenc egyetemnek ad otthont, beleértve a Ruhr-Universität-ot, melynek több mint 30 000 hallgatója van, ezzel Németország egyik legnagyobb egyeteme. Országosan ismert még a Német Bányászati Múzeum, a Vasúti Múzeum, a város színháza és planetáriuma. A város egyik fő nevezetessége a több mint 1200 éves protestáns templom, a Propsteikirche St. Peter und Paul.

### Essen

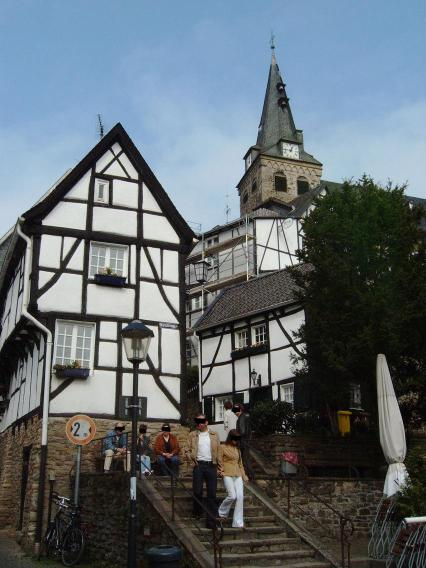
Kettwig középkori stílusú épületei

A Ruhr partján fekvő 579 000 főnyi lakosú város Németország 8. legnagyobb városa. Essen az idők során hatalmas ipari központ, és ezzel Németország legfontosabb szénkitermelő és acélgyártó városa lett. A település a 100 legnagyobb német vállalat közül 13-nak ad helyet, de itt székel a világhírű Krupp cég is. Essen egyik fő látványossága a Zollverein ipari komplexum. A Ruhr-vidék szimbólumának számító 1986-ban bezárt szénbánya, 2001-ben felkerült a világörökségi listára. A település Kettwig és Werden nevű városrészei a középkor hangulatát idézik. A modern városból idecsöppenve a turista úgy érezheti, mintha időutazáson vett volna részt. A középkori stílusú házak, a szűk sikátorok és a régi templomok mind csodálatos hangulatot kölcsönöznek a város e részének. Essen nem csak történelmi emlékekben bővelkedik, hanem igen sok színház is helyet kap a városban. A Zeche Carl, a hajdani szénbánya, melyben főleg rock koncerteket adnak, Essen kulturális központja. A megannyi színháznak és más kulturális programoknak köszönheti a város a 2010-ben elnyert Európa kulturális fővárosa címet.

### Oberhausen

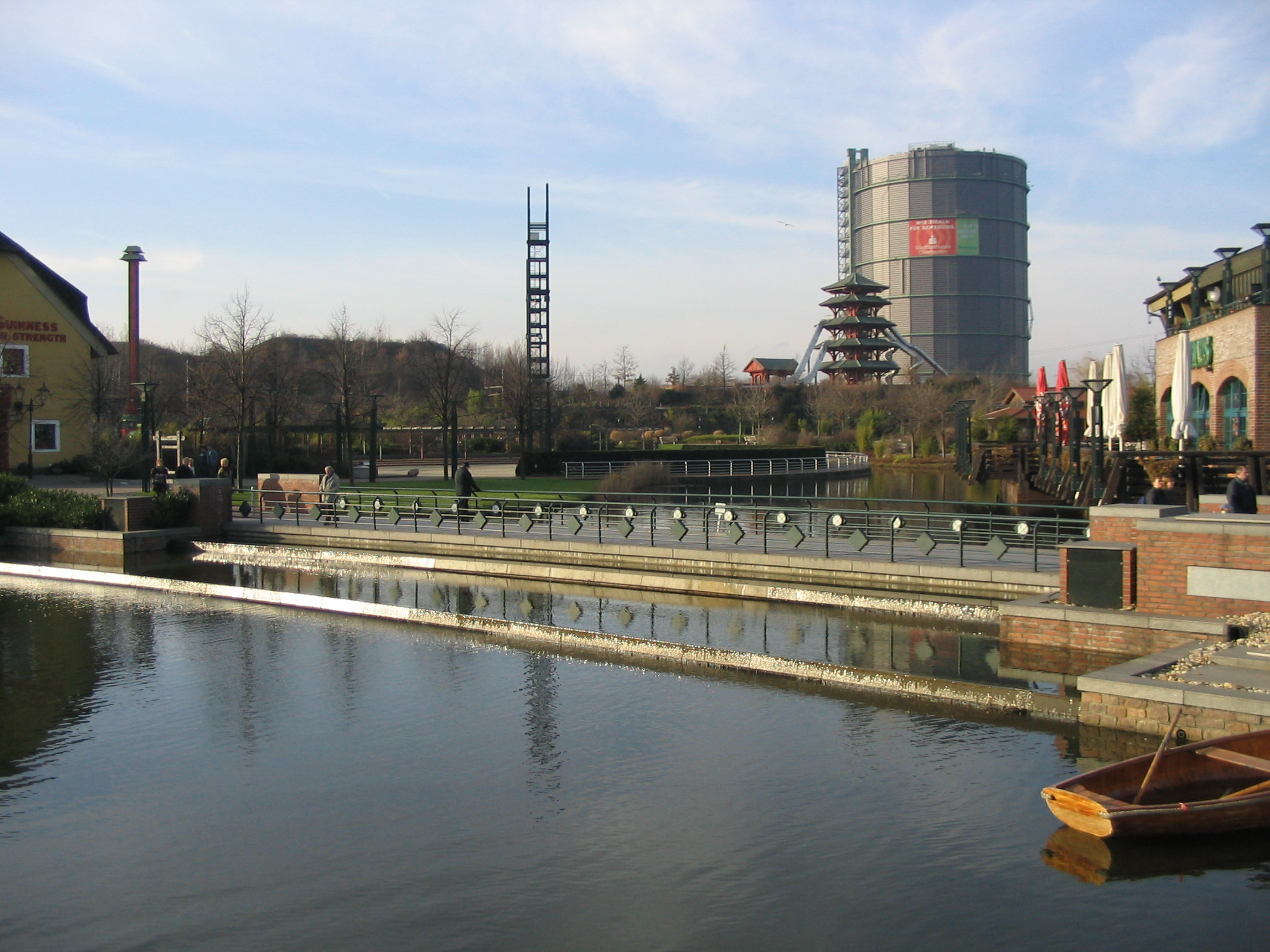
Az oberhauseni gáztartály a Centro felől nézve

A 218 000 lakosú város régen szénbányáiról és acélgyártásáról volt híres, manapság főként az Oberhauseni Filmfesztiválról nevezetes a település. A rendezvény során nemzetközi rövidfilmeket tekinthetünk meg. Oberhausen turisztikai szempontból jelentős még a vásárlás miatt. A városközpontban csak úgy hemzsegnek a kisebb és nagyobb boltok. A Centro, Oberhausen hatalmas bevásárlóközpontja Németország legnagyobb áruháza. A város híres még hatalmas gáztározójáról, amely Európa legnagyobb gáztartálya. Bezárása után a tartályban egy csillagászati múzeum kapott helyet, melyben megtekinthetjük a világ legnagyobb modellezett Holdját.

### Mülheim

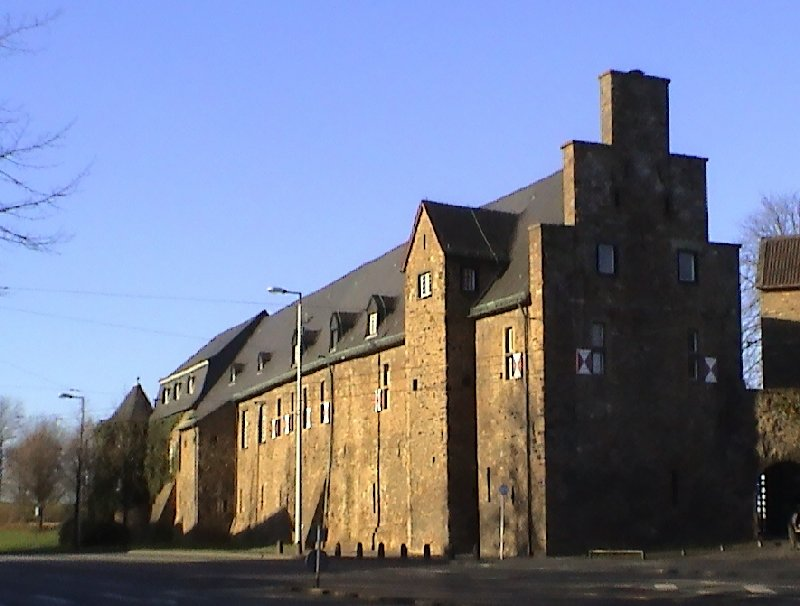
A mülheimi kastély

Mülheim 167 000 lakosú város a Ruhr partján. Emiatt (s megkülönböztetésül a Hessen tartományban levő Mülheimtól is) nevezik a várost Mülheim an der Ruhr-nak is. A település volt a Ruhr-vidéken az első város amely szabadon bányászhatta a kőszenet. Manapság a város inkább élelmiszeripari központ, több német élelmiszergyártó cégnek Mülheimben van a székhelye. A leghíresebbek közülük a Tengelmann Csoport és az Aldi. Csodálatos módon a város több mint 50%-át zöld terület borítja, ezért talán az egyik legvonzóbb település a Ruhr-vidéken. A város legfőbb látványossága a síkvidéki vár, a Broich kastély. Mülheimben kettő Max Planck Intézet is működik, és 2009 óta műszaki főiskolának is ad helyet a település.

### Gelsenkirchen

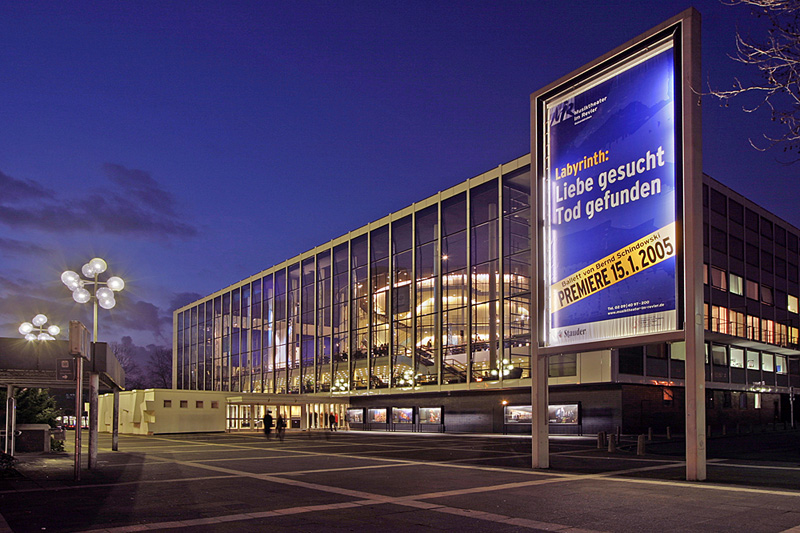
A gelsenkircheni operaház

A 267 000 lakosú város valaha a Ruhr-vidék legtöbb szenet bányászó városa volt. Ennek megfelelően ide érkezett a legtöbb külföldi bevándorló, zömében lengyelek. Mára már a városban egyetlenegy szénbánya sem működik. Mivel korábban a lakosok közül szinte mindenki a bányákban dolgozott, Gelsenkirchenben a legnagyobb a munkanélküliek és a dolgozók aránya egész Németországban. Manapság a városban az ország legnagyobb napenergia-telepe működik. Mivel a város viszonylag új, zömében modern épületek alkotják. Főként az üvegfalú épületek jellemzik a települést. Ilyen például az operaház és számos irodaház.

### Hagen

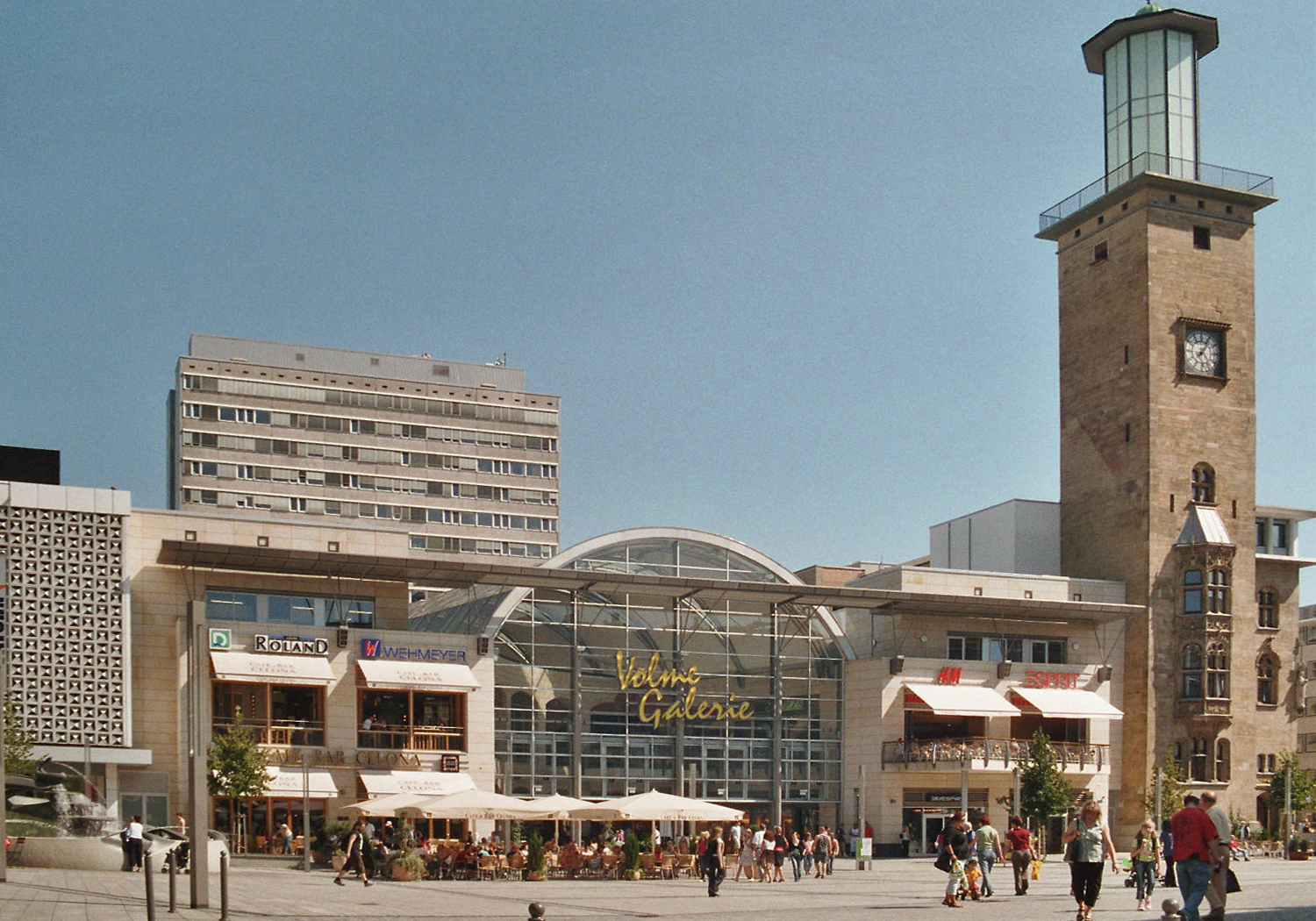
Hagen központja a város galériájával és a városházával

A 197 000 fős hajdani bányaváros ma főként textil- és papírgyártásáról híres. Hagen oktatási szempontból is nevezetes, itt található a FernUniversität Hagen nevű egyetem, melynek hozzávetőlegesen 56 000 hallgatója van, ezzel az egyetem a tartomány legnagyobb felsőoktatási intézménye. Hagenben található a Vesztfáliai Múzeum is, mely a bányászatot, a nyomdászatot, a kovácsolást és a sörfőzést mutatja be. A város történelmi központjában emelkedik az impozáns Werdringen kastély. A város környékén lévő Blätterhöhle barlang történelmi szempontból jelentős, mivel itt találták Európa egyik legrégebbi modern ember fosszíliáját.

## Kultúra
Essen 2010-ben Európa kulturális fővárosa lett Pécs mellett. Ennek során rengeteg szabadtéri rendezvény, színházi előadás és múzeum várta a külföldi és a belföldi turistákat is.

## Fordítás
Ez a szócikk részben vagy egészben  a   Ruhrgebiet című német Wikipédia-szócikk ezen változatának fordításán alapul.  Az eredeti cikk szerkesztőit annak laptörténete sorolja fel. Ez a jelzés csupán a megfogalmazás eredetét és a szerzői jogokat jelzi, nem szolgál a cikkben szereplő információk forrásmegjelöléseként.

## Külső hivatkozások
- Egy blog sok Ruhr-vidéki utazással